# Сирийская литература
Сири́йская литерату́ра — памятники письменности на сирийском языке. 
Возникла в дохристианскую эпоху, однако получила наибольшее распространение после того, как  восточноарамейское наречие Осроены превратилось в язык литературы и культа христианских общин, проживающих от Сирии и Палестины до Адиабены и Ирана. Литература на сирийском (арамейском) языке появилась во II—III веках.

## Исторический очерк

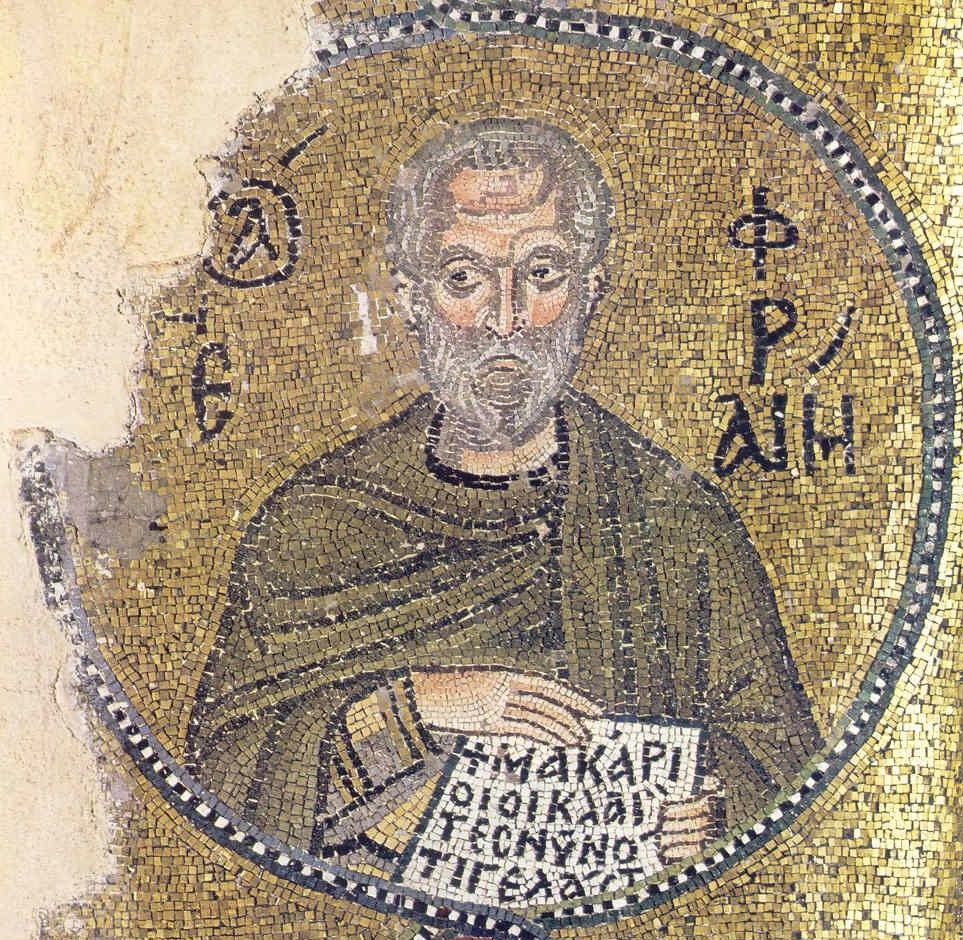
Ефрем Сирин. Мозаика кафоликона монастыря Неа Мони, середина XI века

Сирийская литература дохристианского периода представлена лишь эпиграфическими памятниками и единственным литературным текстом — письмом стоического философа Мары бар Серапиона из города Самосата. Одним из древнейших памятников этой литературы является перевод Библии, известный как «Пешитта». 200 год — примерная дата возникновения сирийской Библии. Тогда же на сирийском языке были созданы ряд апокрифов, среди которых, например, «Учение Аддая» (легенда о введении в Эдессе христианства). В числе ранних сирийских писателей  гностик Бардесан (III в.), с именем которого связан диалог «О законах стран», а также проповедник и поэт Ефрем Сирин (IV в.).
Нарастающая оппозиция византийских областей Передней Азии против гнёта Константинополя в V веке идеологически оформилась во враждебные господствующему византийскому христианству «еретические» движения несторианства и яковитства (монофизитства). С этого периода сирийская литература разделяется на две ветви: западное — яковитское — и восточное —  несторианское. Первое из этих течений получило развитие на византийском Востоке, второе, наиболее  преследуемое византийцами, вынужденно переместилась в Иран, найдя там радушный приём у врага Византии — Государства Сасанидов. Вскоре несториане превращаются в передовую культурную силу в Сасанидском государстве. Помимо преподавания в медицинской академии Гундишапура, они выполняют ряд переводов с греческого на сирийский и пехлевийский языки. Сирийская литература данной эпохи в основном церковно-богословская. К этому периоду относится творчество историка Иешу Столпника (история войны Кавада с Анастасием в начале VI века), историка Иоанна Эфесского («Церковная история», конец VI в.), анонимная «Эдесская хроника» (сер. VI в.) и «Роман об Юлиане Отступнике».
К 506 году относится приписываемый Иешу Стилиту наиболее ранний сохранившийся исторический труд в сирийской литературе. В V—VIII века сирийская историография переживает расцвет.
С установлением арабской гегемонии в середине VII века на восточных провинциях Византийской империи сирийский язык как разговорный начал постепенно уступать место арабскому. В то же время в качестве литературного языка он продолжал использоваться ещё ряд столетий. В арабский период также было создано значительное количество памятников сирийской литературы: исторический труд Иакова Эдесского, продолжившего «Церковную историю» Евсевия Кесарийского (IV в.) до 692 года, хроника Дионисия Тела-Махрского (VIII в.), «Книга начальников» (история сирийского монашества) Фомы Маргского (ок. 840), большая летопись Михаила Сирийца (ум. 1199). Однако, как и ранее, литература в основном имела богословский характер. Вымирание сирийского языка стало причиной создания ряда словарей и грамматик (словарь Бар Бахлула, X в., грамматика Ильи Тирханского, XI в. и др.). Крупнейшим деятелем последнего периода сирийской литературы является яковитский патриарх Абу-ль-Фарадж Григорий бар Эбрей. Абу-ль-Фарадж оставил большое творческое наследие: труды по богословию, медицине, астрономии, философии, был также поэтом и беллетристом (составил сборник анекдотов), однако наиболее известен своими историческими трудам «Сирийской хроники» и «Церковной хроники». В эту же эпоху написана жизнеописание католикоса мар Ябалаха III, содержащее дневник путешествия монаха Раббана Саумы в Париж в 1287 году в качестве посла монгольского ильхана Аргуна. Около 1300 года Эбдиешу из Нисибина составил каталог сирийских писателей, ставший своеобразным итоговым завершением всей сирийской литературы. В XIV веке сирийская литература окончательно угасла, уступив место христианско-арабской письменности.

### Переводная литература
Первые переводы на сирийский язык античных трудов по естественным наукам и философии были начаты несторианами (Проб, V в.) и позже получили успешное продолжение в среде яковитов (Сергий из Решайна, VI в.). спустя некоторое время были осуществлены переводы с пехлевийского: индийская «Калила и Димна», «Роман об Александре» (Псевдо-Каллисфен) и др. Теофил бар Томой (ум. 785) перевел с греческого на сирийский язык  «Илиаду» Гомера.

## Позднее состояние
Появление народного новоарамейского языка (современный сирийский) традиционно датируется поздним средневековым периодом, но есть ряд авторов, которые продолжали создавать литературные произведения на классическом сирийском языке вплоть до раннего современного периода, а литературный сирийский (ܟܬܒܢܝܐ Kṯāḇānāyā) продолжает использоваться среди членов Сирийской православной церкви.
Современная сирийская литература включает в себя произведения на различных разговорных языках восточно-арамейского новоарамейского языка, на котором до сих пор говорят ассирийские христиане. Эта новосирийская литература имеет двойную традицию: она продолжает традиции сирийской литературы прошлого и включает в себя сужающийся поток менее однородного разговорного языка. Первым таким расцветом новосирийского была литература семнадцатого века школы Алкоша на севере Ирака. Эта литература привела к установлению ассирийского новоарамейского и так называемого халдейского неоарамейского языка в качестве письменных литературных языков. В девятнадцатом веке в Урмии, на севере Ирана, были созданы печатные станки. Это привело к установлению «общего урмианского» диалекта ассирийского новоарамейского языка в качестве стандарта во многих неосирийских ассирийских литературах. Сравнительная простота современных методов публикации побудила другие разговорные неоарамейские языки, такие как туройо и сеная, начать выпускать литературу.